# Interstedelijk Studenten Overleg
Het Interstedelijk Studenten Overleg (ISO) is de grootste landelijke studentenorganisatie van Nederland en behartigt de algemene belangen van meer dan 800.000 studenten aan universiteiten en hogescholen. 
Het ISO is de overkoepelende studentenorganisatie voor alle medezeggenschapsraden en partijen in Nederland. Het ISO is vaste gesprekspartner van onder andere het ministerie van Onderwijs, Cultuur en Wetenschap, de politieke partijen en de koepels van universiteiten (UNL) en hogescholen (Vereniging Hogescholen).
Het ISO is in 1973 opgericht door studenten uit universiteitsraden van verschillende instellingen. Onder deze studenten bestond de behoefte informatie en ervaringen uit te wisselen om op die manier hun positie op de eigen instelling te kunnen versterken. De letters ISO stonden in 1973 voor Interuniversitair Studenten Overleg. Sinds 1995 vertegenwoordigt het ISO ook hbo-studenten en is de naam gewijzigd in Interstedelijk Studenten Overleg.
Samen met de bestuursleden van de LSVb hebben ISO-bestuursleden zitting in de Studentenkamer, een regelmatig overleg met de Minister van Onderwijs om te praten over studentenbelangen.

## Geschiedenis
Het ISO is opgericht in 1973. Oorspronkelijk startte het ISO als landelijke koepel voor een vijftal universiteitsraadsfracties uit verschillende steden in Nederland. Duidelijk bleek dat er behoefte bestond aan landelijke vertegenwoordiging van studentenbelangen. Met name waar het de contacten met de politiek betrof. Elke studentenstad heeft meestal een aantal universiteitsraadsfracties en een studentenbond. Vanuit deze studentenfracties en -bonden ontstond de behoefte om bepaalde kwesties met collega-studentbestuurders te bespreken uit andere steden. Om aan deze behoefte gevolg te geven werd het ISO in het leven geroepen. Het ISO breidde zich vervolgens snel uit en vertegenwoordigde tot 1995 studenten vanuit heel universitair Nederland. 

### Uitbreiding naar hbo
In 1995 veranderde het ISO haar naam van Interuniversitair Studenten Overleg in Interstedelijk Studenten Overleg. Het ISO had met deze naamsverandering een heel duidelijk doel voor ogen: ook de hbo-studenten in Nederland zouden landelijk vertegenwoordigd moeten worden. Inmiddels heeft het ISO ook een groot aantal hbo-lidorganisaties. 
Daarnaast werkt het ISO nauw samen met landelijke studentenorganisaties zoals de Landelijke Kamer van Verenigingen, Studenten Sport Nederland, AIESEC, Integrand, UniPartners en Erasmus Student Network. Momenteel is het ISO een nog steeds groeiende organisatie. Elk jaar melden zich nieuwe organisaties voor lidmaatschap of samenwerking.

## Achterban
De leden van het ISO zijn lidorganisaties die op lokaal niveau de belangen van studenten aan hun universiteit of hogeschool behartigen. Vaak zijn deze lidorganisaties vertegenwoordigd in de universiteitsraad of centrale medezeggenschapsraad (CMR) van hun instelling. Gezamenlijk vormen de lidorganisaties de Algemene Vergadering (AV) van het ISO. De AV is het hoogste orgaan van het ISO. Alle lidorganisaties hebben hier stemrecht en bepalen gezamenlijk het beleid van het ISO.

### Universitaire lidorganisaties
| Naam                                       | Stad       | Onderwijsinstelling               |
| ------------------------------------------ | ---------- | --------------------------------- |
| Academic Affairs Council Roosevelt Academy | Middelburg | Roosevelt Academy                 |
| Universiteitsraad EUR                      | Rotterdam  | Erasmus Universiteit Rotterdam    |
| Lijst Calimero                             | Groningen  | Rijksuniversiteit Groningen       |
| Centrale Studentenraad UvA                 | Amsterdam  | Universiteit van Amsterdam        |
| MSRP DOPE                                  | Maastricht | Universiteit Maastricht           |
| Fractie Front                              | Tilburg    | Tilburg University                |
| Groep-één                                  | Eindhoven  | Technische Universiteit Eindhoven |
| ORAS                                       | Delft      | Technische Universiteit Delft     |
| SAM                                        | Tilburg    | Tilburg University                |
| SOG                                        | Groningen  | Rijksuniversiteit Groningen       |
| Studentenraad Open Universiteit            | -          | Open Universiteit                 |
| USR Radboud Universiteit                   | Nijmegen   | Radboud Universiteit              |
| Universiteitsraad Utrecht                  | Utrecht    | Universiteit Utrecht              |
| Ureka                                      | Enschede   | Universiteit Twente               |
| VeSte                                      | Wageningen | Wageningen University & Research  |
| USR Vrije Universiteit                     | Amsterdam  | Vrije Universiteit                |
| Lijst Bèta                                 | Delft      | Technische Universiteit Delft     |
| Lijst Vooruitstrevende Studenten           | Leiden     | Universiteit Leiden               |
| USR Universiteit voor Humanistiek          | Utrecht    | Universiteit voor Humanistiek     |
| De Ambitieuze Student (DAS)                | Eindhoven  | Technische Universiteit Eindhoven |
| De Ambitieuze Student (DAS)                | Enschede   | Universiteit van Twente           |

### HBO-lidorganisaties
| Naam                                     | Stad                                                                              | Onderwijsinstelling                  |
| ---------------------------------------- | --------------------------------------------------------------------------------- | ------------------------------------ |
| CMR Avans                                | Breda / 's Hertogenbosch / Roosendaal / Tilburg                                   | Avans Hogeschool                     |
| Studenten Hogeschoolraad CHE             | Ede                                                                               | Christelijke Hogeschool Ede          |
| CMR HAN                                  | Arnhem / Nijmegen                                                                 | HAN University of Applied Sciences   |
| CMR HvA                                  | Amsterdam                                                                         | Hogeschool van Amsterdam             |
| CMR Fontys                               | 's Hertogenbosch / Eindhoven / Sittard / Tilburg / Utrecht / Veghel / Venlo       | Fontys Hogescholen                   |
| HMR InHolland                            | Alkmaar / Amsterdam / Delft / Den Haag / Diemen / Dordrecht / Haarlem / Rotterdam | Hogeschool InHolland                 |
| Hanze Studentenbelangen Vereniging       | Groningen                                                                         | Hanzehogeschool Groningen            |
| Hogeschoolraad Haagse Hogeschool         | Den Haag                                                                          | Haagse Hogeschool                    |
| SR Hogeschool Leiden                     | Leiden                                                                            | Hogeschool Leiden                    |
| CMR Rotterdam                            | Rotterdam                                                                         | Hogeschool Rotterdam                 |
| CMR Saxion Hogescholen                   | Enschede / Deventer / Apeldoorn                                                   | Saxion                               |
| CMR NHL Stenden Hogeschool               | Leeuwarden / Emmen / Terschelling / Groningen / Meppel                            | Stenden Hogesch                      |
| CMR Hogeschool Windesheim                | Zwolle / Almere                                                                   | Hogeschool Windesheim                |
| SR Hogeschool Zeeland                    | Vlissingen / Middelburg                                                           | HZ University of Applied Sciences    |
| Lijst STERK                              | Groningen                                                                         | Hanzehogeschool Groningen            |
| CMR Zuyd Hogeschool                      | Heerlen                                                                           | Zuyd Hogeschool                      |
| Hogeschoolraad Thomas More               | Rotterdam                                                                         | Thomas More Hogeschool               |
| CMR Breda University of Applied Sciences | Breda                                                                             | Breda University of Applied Sciences |

### Aspirant-lidorganisaties
| Naam                              | Stad    | Onderwijsinstelling |
| --------------------------------- | ------- | ------------------- |
| Hogeschoolraad Hogeschool Utrecht | Utrecht | Hogeschool Utrecht  |

### Convenantpartners
Het ISO heeft naast lidorganisaties elf convenantpartners, om het studentleven zo breed mogelijk te kunnen vertegenwoordigen. Dit Studenten Convenant heeft geen officieel stemrecht wat betreft de standpunten van het ISO, maar helpt wel om zo breed mogelijk punten vanuit verschillende kanten van de studentenpopulatie aan het licht te brengen. Het ISO heeft regelmatig contact met haar convenantpartners.
De huidige convenantpartners zijn: De Landelijke Kamer van Verenigingen, Studentensport Nederland, Integrand, UniPartners, AIESEC, Erasmus Student Network, Interfacultair Medisch Studentenoverleg, Studenten voor Morgen, University College Student Representatives of the Netherlands, Stip Studentenplatform en Nederlandse Wereldwijde Studenten.

## Voorzitters
| Van  | Tot   | Naam                 |
| ---- | ----- | -------------------- |
| 1990 | 1991  | Matthijs Mekenkamp   |
| 1991 | 1991  | Rens Snel            |
| 1991 | 1991  | Henry van den Bedem  |
| 1991 | 1992  | Ynse Stapert         |
| 1992 | 1993  | Calluna Euving       |
| 1993 | 1994  | Claudy Lubbers       |
| 1994 | 1994  | Peter Kievoet        |
| 1994 | 1995  | Saskia Nuyten        |
| 1995 | 1996  | Sjef van Gool        |
| 1996 | 1997  | Maarten Stienen      |
| 1997 | 1998  | Erik van Buiten      |
| 1998 | 1999  | Roos Zwetsloot       |
| 1999 | 2000  | Kristian Valk        |
| 2000 | 2001  | Maudy Keulemans      |
| 2001 | 2002  | Jonathan Zondag      |
| 2002 | 2003  | Linda van Beek       |
| 2003 | 2004  | Perke Rombouts       |
| 2004 | 2004  | Liobe Kamminga       |
| 2004 | 2005  | Madelijn Hofmijster  |
| 2005 | 2006  | Evelien van Roemburg |
| 2006 | 2007  | Sebastiaan den Bak   |
| 2007 | 2008  | Bastiaan Verweij     |
| 2008 | 2008  | Merel van Wanrooij   |
| 2008 | 2009  | Hidde Terpoorten     |
| 2009 | 2010  | Henno van Horssen    |
| 2010 | 2011  | Guy Hendricks        |
| 2011 | 2012  | Sebastiaan Hameleers |
| 2012 | 2013  | Thijs van Reekum     |
| 2013 | 2014  | Ruud Nauts           |
| 2014 | 2014  | Falco Carlesz        |
| 2014 | 2015  | Sanne de Jager       |
| 2015 | 2016  | Linde de Nie         |
| 2016 | 2017  | Jan Sinnige          |
| 2017 | 2018  | Rhea van der Dong    |
| 2018 | 2019  | Tom van den Brink    |
| 2019 | 2020  | Kees Gillesse        |
| 2020 | 2021  | Dahran Çoban         |
| 2021 | 2022  | Lisanne de Roos      |
| 2022 | 2023  | Terri van der Velden |
| 2023 | 2024  | Demi Janssen         |
| 2024 | 2025  | Mylou Miché          |
| 2025 | Heden | Sarah Evink          |